# Suppayya Paramu Thamilselvan
Suppayya Paramu Thamilselvan (en tamoul : சு ப தமிழ்ச்செல்வன்) était le responsable de l'aile politique des Tigres de libération de l'Eelam tamoul (LTTE), un groupe rebelle qui lutte pour l'indépendance (ou au moins une large autonomie) du nord et de l'est du Sri Lanka.
S. P. Thamilchelvan est né le 29 août 1967 à Chavakacheri (péninsule de Jaffna) et était au départ barbier de profession. Il rejoint les rangs du LTTE après les violentes émeutes qui ont secoué la capitale Colombo en 1983 et part en Inde pour se former ; à l'époque, New Delhi soutenait les Tigres. Il a exercé diverses fonctions au sein du mouvement, dont garde du corps personnel du dirigeant du LTTE, Velupillai Prabhakaran, commandant de secteur pour Jaffna durant l'intervention de l'IPKF (Indian Peace-Keeping Forces) à la fin des années 1980. Thamilchelvan a véritablement gravi les échelons de la hiérarchie du LTTE à partir du moment où les forces gouvernementales sri-lankaises ont repris la ville de Jaffna, dans les dernières années du XXe siècle.
Lorsque la Norvège a entamé une médiation après la signature d'un cessez-le-feu en 2002, Thamilchelvan a joué un rôle de plus en plus important, d'autant que la santé du porte-parole international et négociateur principal du LTTE, Anton Balasingham, déclinait. Il a notamment dirigé la délégation du LTTE lors de négociations de paix à Genève en 2006. Dans son pays, il était depuis de nombreuses années l'un des principaux interlocuteurs des acteurs étrangers (diplomates, humanitaires, etc.), étant donné que Vellupillai Prabhakaran vit dans la clandestinité. Son épouse est également engagée dans la lutte armée du LTTE.
Il a échappé à plusieurs tentatives d'attenter à sa vie, y compris par infiltration en 2001, et a été grièvement blessé en 2001 lors d'une bataille à Punarin. Il est décédé le 2 novembre 2007 dans la région de Kilinochchi (au cœur de la région du Vanni, contrôlée par les rebelles) lors d'un raid aérien de l'armée sri-lankaise. 

## Sources
- (en) Cet article est partiellement ou en totalité issu de l’article de Wikipédia en anglais intitulé « S. P. Thamilselvan » (voir la liste des auteurs).